# Phorocera sobrina
Phorocera sobrina là một loài ruồi trong họ Tachinidae.